# Albert Trachsel
Albert Trachsel (* 23. Dezember 1863 in Nidau; † 26. Januar 1929 in Genf) war ein Schweizer Maler, Architekt und Schriftsteller.
Albert Trachsel studierte Architektur an der École des Beaux-Arts in Genf, setzte sein Studium 1881 an dem Polytechnikum Zürich und 1882 in Paris fort. Um 1885 zeigte er seine ersten Entwürfe für visionäre Architekturen. In Paris traf er die französischen Symbolisten, u. a. Paul Gauguin, Stéphane Mallarmé, Paul Verlaine und Jean Moréas. Zu seinen Freunden gehörte auch Ferdinand Hodler.
1891 stellte er seine Architekturzeichnungen bei der Société des Artistes Indépendants aus.
In der symbolistischen Zeitschrift La Plume erschien 1893 ein Artikel von Stuart Merrill über Albert Trachsel.
Unter dem Titel „Les fêtes réelles“ veröffentlichte Trachsel 1897 imaginäre Architekturentwürfe.
1901 kam er nach Genf zurück und wandte sich zur Malerei. 1902 entstanden seine ersten Ölbilder. 1903 begab er sich auf eine Reise durch die Schweiz, von der er zahlreiche Aquarelle brachte. Im Zeitraum 1905 bis 1914 schuf er eine Reihe von Traumlandschaften, die sein Hauptwerk bildeten. Nach 1910 malte er auch Stillleben mit Blumen und Früchten. Neben der Malerei schrieb er auch Dramen und Erzählungen, u. a. das lyrische Schauspiel „Le Gnome Hombax chez les sorcières“ und das Novellenband „La Montagne fantastique“. Seit 1915 schuf er fast nur Aquarelle aus der Umgebung von Genf.

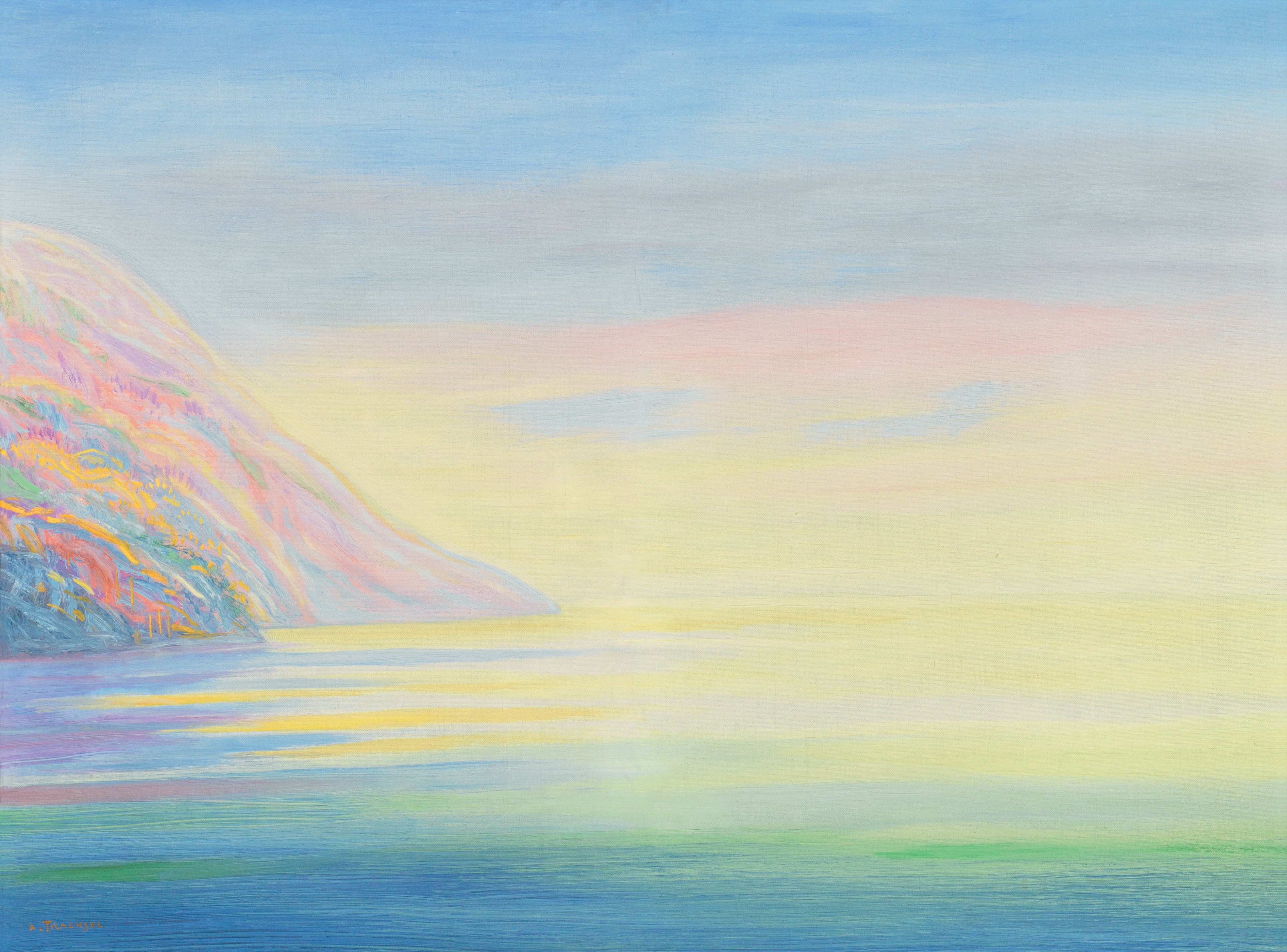
Traumlandschaft
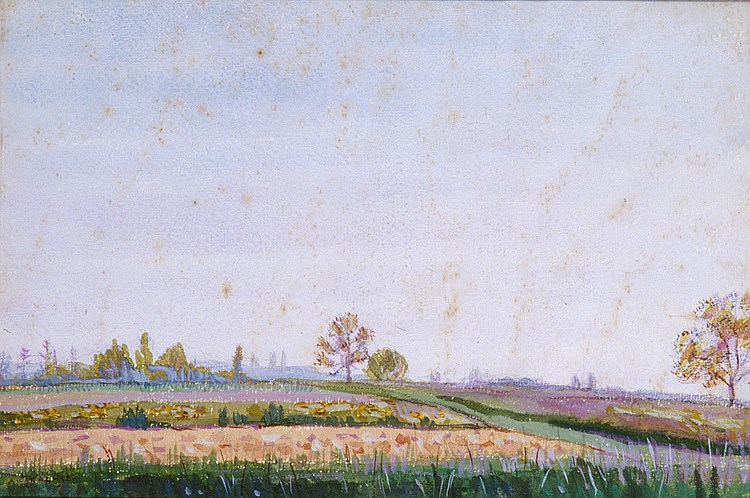
Ackerlandschaft
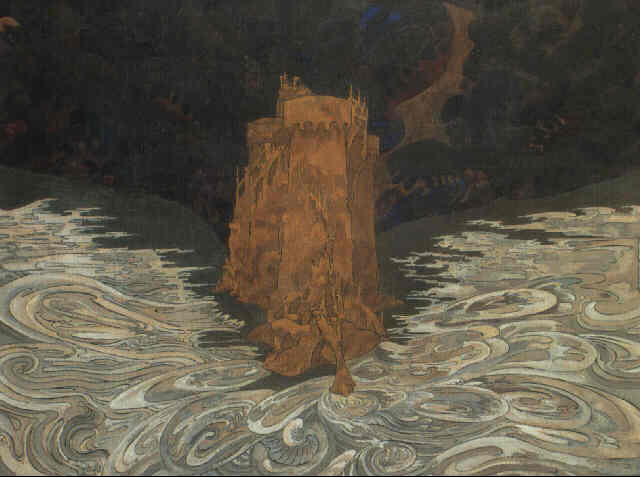
Elsinor
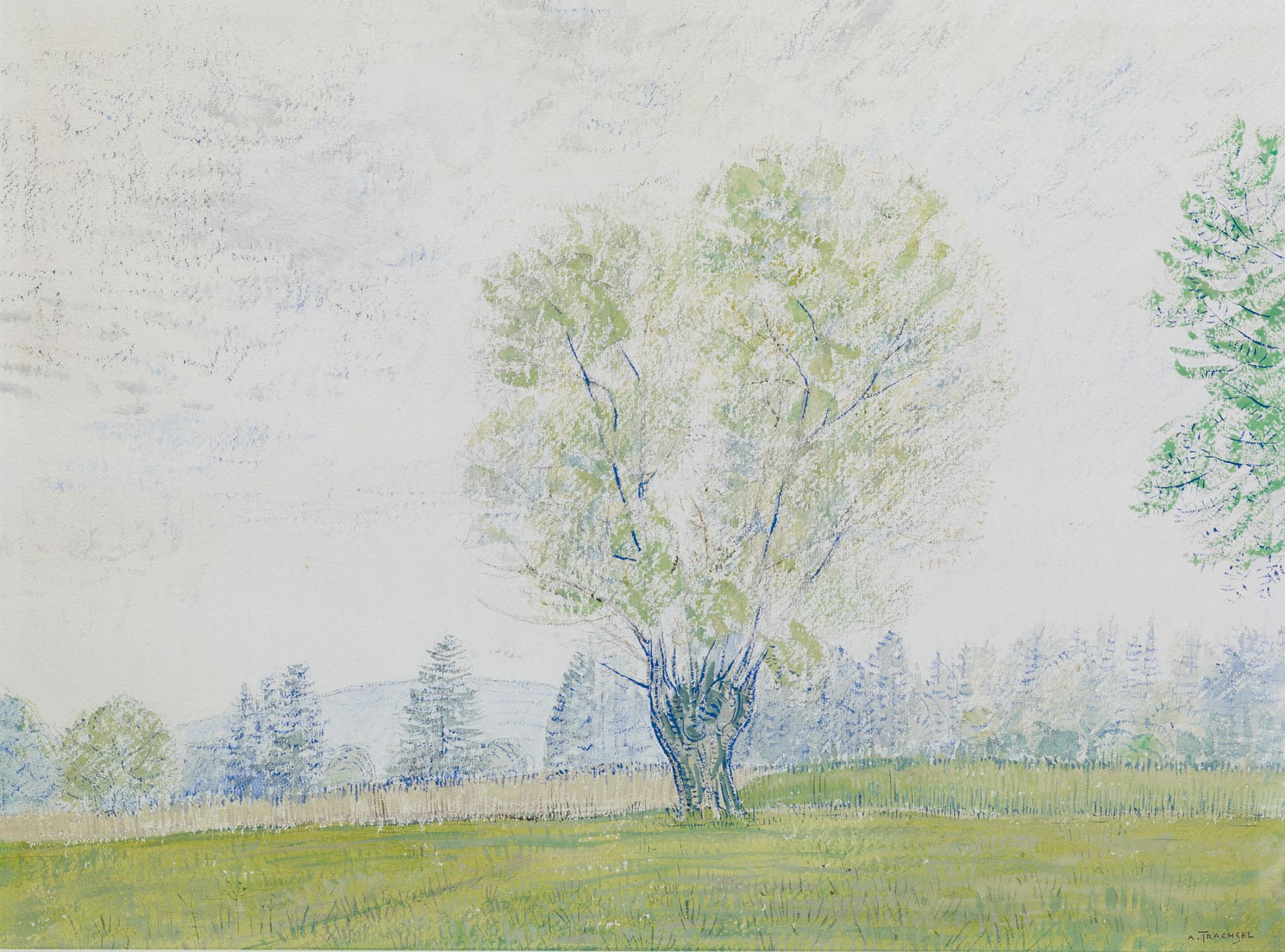
Landschaft mit freistehender Weide
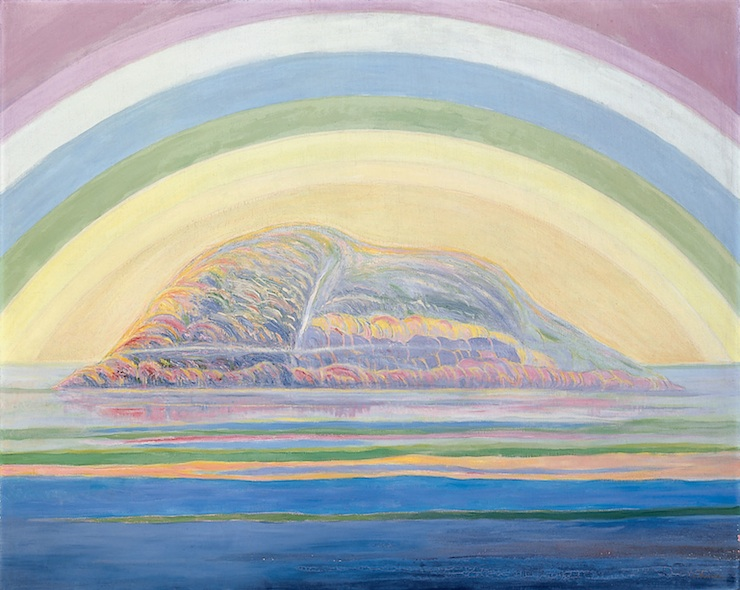
Insel der blühenden Bäume